# Кастра-Нова (Долж)
Кастра-Нова (рум. Castra-Nova) насеље је у Румунији у округу Долж у општини Кастранова. Oпштина се налази на надморској висини од 144 m.

## Становништво
Према подацима из 2011. године у насељу је живело 3601 становника.